# San Lubenzio
Lubenzio, o Libenzio (in latino Lubentius; 300 circa – Kobern-Gondorf, 370 circa), è stato un presbitero e missionario tedesco.

## Biografia
Lubenzio fu ordinato prete dal vescovo di Treviri Massimino e inviato come pastore di anime a Kobern, lungo la Mosella. Deve essere stato anche allievo di san Martino di Tours. Secondo le Gesta Treverorum del XII secolo, avrebbe esercitato attività missionaria lungo la valle del Lahn.

## Culto
La salma di san Lubenzio è venerata nella chiesa di Dietkirchen, una frazione di Limburgo sulla Lahn, dove sarebbe giunta in modo miracoloso.
Altre reliquie si trovano a Kell, Kobern-Gondorf, Lahnstein e Treviri.
La sua memoria liturgica cade il 13 ottobre.